# ルイジアナ州の旗
ルイジアナ州の旗（ルイジアナしゅうのはた）は、アメリカ合衆国ルイジアナ州の州旗。青色の地の中央には3羽のペリカンのヒナと胸に3滴の血を流している母ペリカンが、下には州のモットーである「Union Justice Confidence」（連帯 正義 信頼）が白いリボンに書かれている。

2001年、北米旗章協会はアメリカとカナダの全72州旗のデザインをランク付けして、第36位にランクインという結果になった。

1861年1月（非公式）
1861年2月11日～1912年
1912年～2006年
2006年～2010年（血が加えられた）